# Учредительное собрание Эстонии
Эстонское Учредительное собрание (эст. Asutav Kogu) — первый эстонский парламент, существовавший в 1919—1920 годах.

## История созыва

### Первый созыв
15 (28 ноября) 1917 года временный Земский совет Эстляндской губернии провозгласил себя в Ревеле законной верховной властью до созыва Эстонского Учредительного собрания и призвал к выборам в него «для определения будущего государственного устройства Эстонии». 19 ноября (2 декабря) Исполком эстляндского Совета рабочих, воинских, безземельных и малоземельных депутатов принял решение о роспуске Земского совета и одновременно поддержал идею созыва Учредительного собрания и назначил выборы на 21—22 января (3—4 февраля) 1918 года.
Выборы состоялись в назначенный срок, РСДРП(б) получила на них 37,1 % голосов. Учредительное собрание предполагалось открыть 15 февраля 1918 года, но это не удалось сделать в связи с начавшимся наступлением германских войск.

### Повторный созыв
Повторно эстонское Учредительное собрание было избрано 5—7 апреля 1919 года, Временным правительством Эстонии во время эстонской войны за независимость. Выборы в собрание проходили по пропорциональной системе голосования, в них участвовали и солдаты на фронте. Выборы выиграли левые и центристские партии:
| Левые партии           | % Голоса | Места | Центристские партии | % Голоса | Места | Правые партии                    | % Голоса | Места | Другие                 | % Голоса | Места |
| ---------------------- | -------- | ----- | ------------------- | -------- | ----- | -------------------------------- | -------- | ----- | ---------------------- | -------- | ----- |
| Социал-демократы       | % 33,3   | 41    | Народная партия     | % 20,7   | 25    | Аграрная лига                    | % 6,5    | 8     | Этнические меньшинства | % 3,8    | 4     |
| Партия труда           | % 25,1   | 30    |                     |          |       | Христианская национальная партия | % 4,4    | 5     | Другие                 | % 0,4    | 0     |
| Независимые социалисты | % 5,8    | 7     |                     |          |       |                                  |          |       |                        |          |       |
| Всего левых            | % 64,2   | 78    | Всего центристских  | % 20,7   | 25    | Всего правых                     | % 10,9   | 13    | Всего других           | % 4,2    | 4     |

## Заседания
120 членов Учредительного собрания собрались на первое заседание 23 апреля 1919 года (день, отмечающийся как день рождения эстонского парламента), и избрали председателем социал-демократа Аугуста Рея.
- 7 мая собрание приняло закон о государственном начальном образовании: устанавливался принцип обязательного и бесплатного начального 6-летнего образования.[3]
- 9 мая 1919 года эстонское Временное правительство ушло в отставку и впервые было избрано полностью демократическое правительство Эстонии под руководством премьер-министра Отто Штрандмана (Эстонская партия труда).
- 15 мая собрание приняло «Декларацию Эстонского Учредительного Собрания о государственной самостоятельности и независимости Эстонии», направленную мировому сообществу для признания Эстонии независимым государством, подтвердив тем самым первую Декларацию независимости Эстонии
- 4 июня 1919 года собрание приняло временную конституцию Эстонии.
- 10 октября 1919 года был принят закон об аграрной реформе, который конфисковал и перераспределил усадьбы балтийских немцев, закончив 700-летний период владения районом немцами после Ливонского крестового похода.[4]
- 13 февраля 1920 г. был ратифицирован мирный договор, подписанный Эстонией и Советской Россией 2 февраля 1920 года.

Первая конституция Эстонии была принята 15 июня 1920 года. После того, как конституция вступила в силу, и были проведены первые парламентские выборы, Учредительное собрание самораспустилось 20 декабря 1920 года.